# Piliocolobus rufomitratus
Piliocolobus rufomitratus is een zoogdier uit de familie van de apen van de Oude Wereld (Cercopithecidae). De wetenschappelijke naam van de soort werd voor het eerst geldig gepubliceerd door Peters in 1879.

## Voorkomen
De soort komt alleen voor in Kenia, langs de Tana-rivier.